# Wennigsen (Deister)
Wennigsen (Deister) er en kommune med 14.000 indbyggere i Region Hannover i den tyske delstat Niedersachsen. Den ligger omkring  15 km sydvest for byen Hannover. Den skovrige kommune  ligger på højdedraget Deister i landskabet Calenberger Land.

## Geografi
Højdedraget Deister, hvor kommunen ligger, er en nordlig udløber af  einem nördlichen Ausläufer der Mittelgebirgslandskabet Weserberglandog hører til det historiske landskab  Calenberger Land der strækker sig mellem  Deister og floden Leine. Kommunen ligger også i området  Calenberger Lössbörde der er et frugtbart landbrugsområde. Højeste punkt i kommunen Wennigsen og også i Region Hannover er det  405 meter høje Bröhn på Deisters kam. Ved sammeløbet af bækkene  Wennigser Mühlbach og Bredenbecker Bach begynder  i landsbyen Evestorf den omkring 16 km lange flod Ihme. Her er også det laveste punkt i kommunen der er 69 moh.

### Nabokommuner
Wennigsen grænser – med uret fra nord, til byerne Gehrden, Ronnenberg, Springe og Barsinghausen.

### Inddeling
Siden områdereformen i  1970 har  Wennigsen (Deister) været inddelt i 8 områder:
- Argestorf (321 indb., 2,9 km²)
- Bredenbeck mit Steinkrug (3.401 indb., 14,4 km²)
- Degersen (2.128 indb., 6,4 km²)
- Evestorf (322 indb., 1,5 km²)
- Holtensen (1.299 indb., 5,7 km²)
- Sorsum (590 indb., 2,7 km²)
- Wennigsen med  Waldkater (5.899 indb., 20,3 km² inkl. Wennigser Mark)
- Wennigser Mark (1.204 indb.)

### Arealfordeling
Kommunens samlede areal på  53,9 km² fordeler sig :
- Gårde og bygninger: 4,5 km²
- Sport og rekreation: 0,4 km²
- Veje og pladser: 2,2 km²
- Landbrugsjord: 20,5 km²
- Andet jordbrug: 1,4 km²
- Skov (løvskov 5,1 km², nåleskov 4,8 km², blandet skov 14,6 km²): 24,5 km²
- Vandløb mm: 0,33 km²

Med 46 procent har den højeste skovandel i Region Hannover.